# Riscodopa cotyla
Riscodopa cotyla is een mosdiertjessoort uit de familie van de Petraliidae. De wetenschappelijke naam van de soort is, als Mucropetraliella cotyla, voor het eerst geldig gepubliceerd in 1981 door Cook & Chimonides.